# بول بوت
بول بوت (بالخميرية: ប៉ុល ពត) (ولد 19 مايو 1925 - 15 أبريل 1998) والملقّب بعدة أسماء أولها بول بوت وبالأخ رقم 1. ومصنف كذلك على أنه مجرم حرب قاد بول بوت الحركة الشيوعية والتي كانت مشهورة بالخمير الحمر. تولى منصب رئيس وزراء كمبوديا لفترة ثلاث سنوات من 1976-1979 وكان الحاكم الفعلي لكمبوديا منذ منتصف العام 1975. واشتهر بسياسات مثيرة للجدل قمعية في أغلبها. في العام 1979 وبعد اجتياح القوات الفيتنامية، انهارت حكومة الخمير الحمر وهرب بول بوت إلى منطقة الغابات شمال غرب كمبوديا. لم يُقدَّم بول بوت لمحاكمة رسمية لكن جماعة الخمير الحمر قامت باعتقاله.
كان الكمبودي الشيوعي الثوري الذي قاد الخمير الحمر في الفترة من 1963 حتى وفاته في عام 1998. من 1963 إلى عام 1981، شغل منصب الأمين العام للحزب الشيوعي لكمبوتشيا. من عام 1976 إلى عام 1979، شغل أيضا منصب رئيس وزراء كمبوديا الديمقراطية. أصبح بول بوت زعيم كمبوديا في 17 أبريل 1975، وكان حكمه الدكتاتورية. خلال الفترة التي قضاها في السلطة التي فرضها الاشتراكية الزراعية، أجبر سكان المناطق الحضرية في الانتقال إلى الريف للعمل في المزارع الجماعية ومشاريع العمل.
الآثار المجتمعة: إعدام، العمل القسري، وسوء التغذية، والرعاية الطبية السيئة وفاة ما يقرب من 25 في المئة من سكان كمبوديا، ما يقدر بـ3,000,000 من الناس (من عدد سكانها البالغ أكثر قليلًا من 8 ملايين نَسَمْة) تُوفي بسبب السياسات التي أتُبِعَت مدة ثلاث سنوات من رئاسته للوزراة.
في عام 1979، بعد الحرب الكمبودية الفيتنامية، هرب بول بوت إلى أدغال جنوب غرب كمبوديا، وانهارت الحكومة الخمير الحمر. من 1979-1997، وقال إنه وبقايا الخمير الحمر القديمة تعمل بالقرب من الحدود مع كمبوديا وتايلند، حيث تشبّث إلى السلطة، مع اعتراف الأمم المتحدة الاسمية باسم الحكومة الشرعي من كمبوديا. توفي بول بوت في عام 1998 بينما كان تحت الإقامة الجبرية من قبل تا موك فصيل من الخمير الحمر. منذ وفاته، استمرت الشائعات التي تتوقع أنه تم تسميمه.

## حياته
ولد بول بوت اسم حقيقي هو سالوات سار 19 مايو 1925 قرية بريك سيوف تابعة محافظة كامبونغ ثوم في دولة الهند الصينية الفرنسية ( حاليا بالمملكة كمبوديا ) 

## وفاته
مات بول بوت في العام 1998 وهو تحت الإقامة الجبرية.

## روابط خارجية
- بول بوت على موقع الموسوعة البريطانية (الإنجليزية)
- بول بوت على موقع مونزينجر (الألمانية)
- بول بوت على موقع إن إن دي بي (الإنجليزية)